# Човлент
Човлент іноді зустрічаються назви чолнт, чулнт або хамін (від їд. טשאָלנט чо/улнт; на західному діалекті їд. שאלעט шалет) — традиційна єврейська суботня страва з м'яса, овочів, крупи й квасолі.
Слово чолнт/чулнт імовірно провансальського походження, як і значний шар середньовічної релігійної лексики їдишу. Ідея човленту полягає в приготуванні гарячої страви при дотриманні релігійної заборони на розпалювання вогню в суботу.
У новий час, коли традиційних руських і литовських печей майже не залишилося, застосовують інші способи і намагаються досягти правильного смаку.
В єврейських містечках човлент часто вже не готували вдома, а відносили в місцеву пекарню і ставили в остигаючу піч.
Чолнт дав привід для великої кількості ідіом і прислів'їв в єврейській мові їдиш — наприклад: «З ним тільки човлент їсти» — означає непридатну людину або того, якого не хочуть прийняти в компанію, «Життя, як човлент — що покладеш, те й будеш їсти».

## Історія
Євреї готували човлент на свій шабат. Тобто в день, коли їм забороняється працювати, виконувати навіть найлегшу роботу. Квасоля і перлова крупа — це продукти, що вимагають довгого, терплячого приготування. Євреї закладали компоненти човлента в горщик в п'ятницю, страва готувалася всю ніч, піч згасала й повільно втрачала температуру. Коли господарі в суботу поверталися після молитви з синагоги — човлент вже був готовий і все ще теплий.

## В українській кухні
Ця єврейська страва стала повсякденною їжею також для мешканців Закарпаття, і готують його практично в кожній родині. Винахідливі закарпатці запозичили цю страву у євреїв (деякий проміжок часу в Закарпатті було багато євреїв ашкеназі, в Ужгороді проживало приблизно 30 %, а в Мукачеві — майже 50 %), але внесли в нього свої корективи. Використовується будь-яке м'ясо і обов'язково додається гострий перець (ця практика була запозичена в угорців).

## Див. також

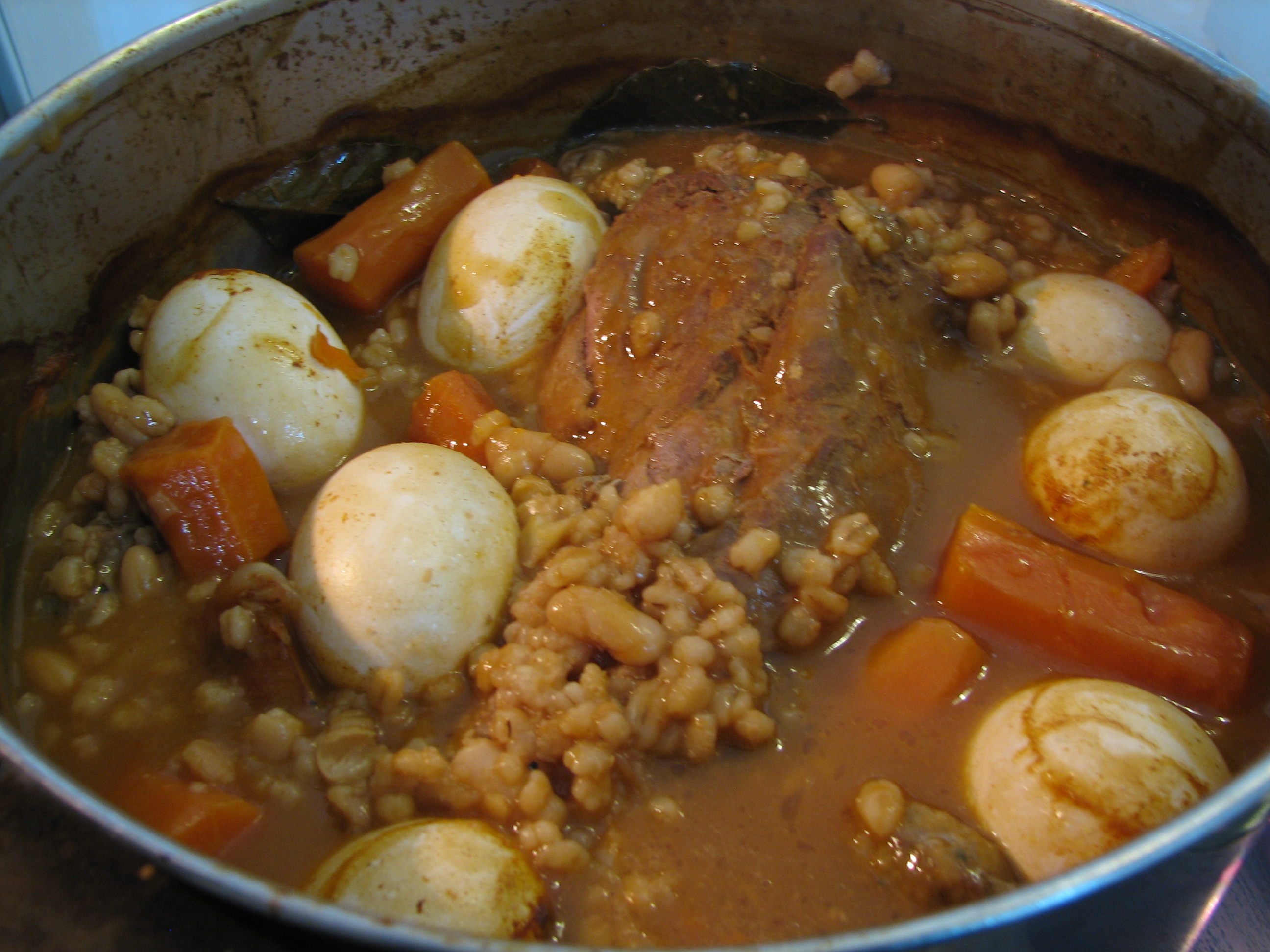
Чолнт
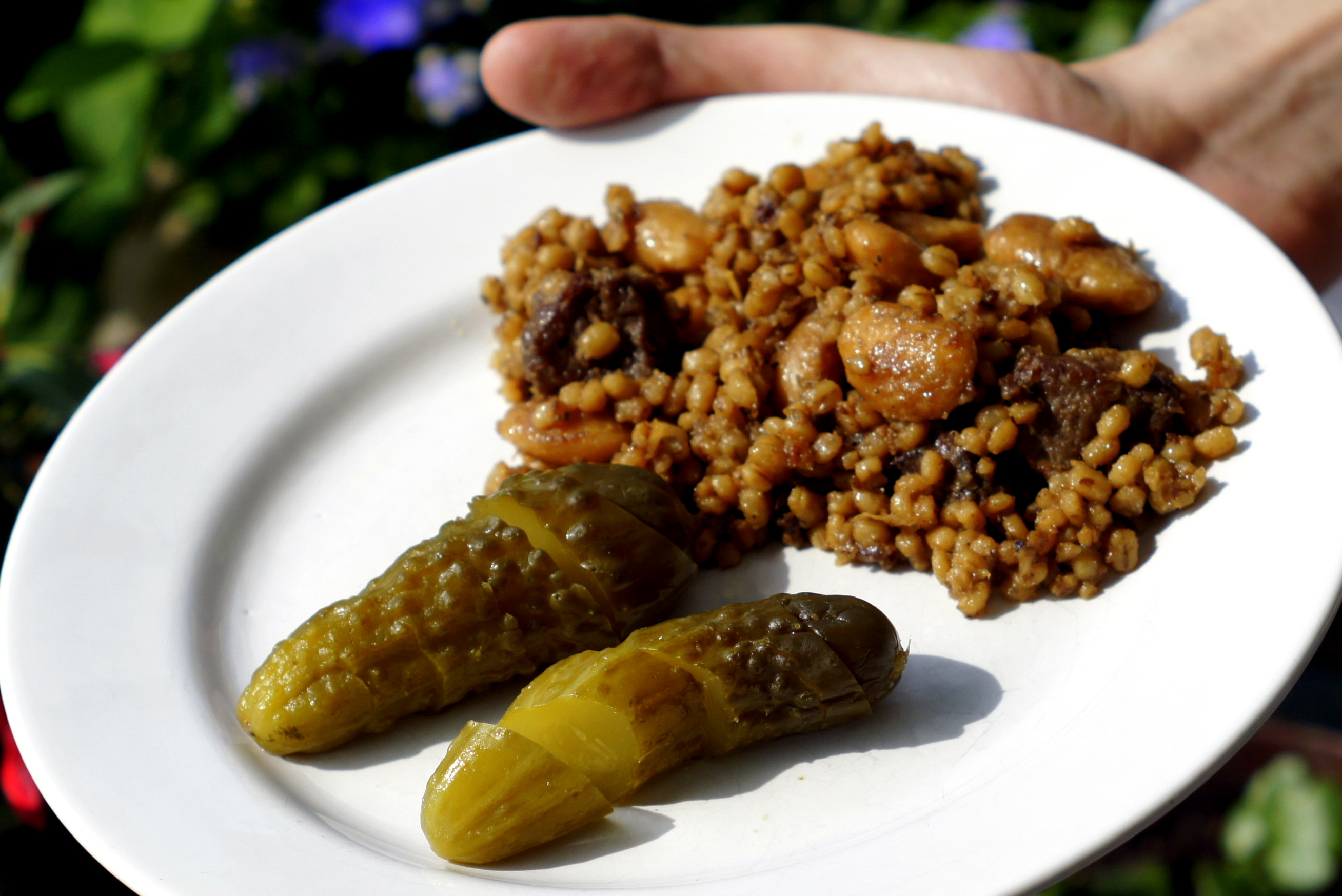
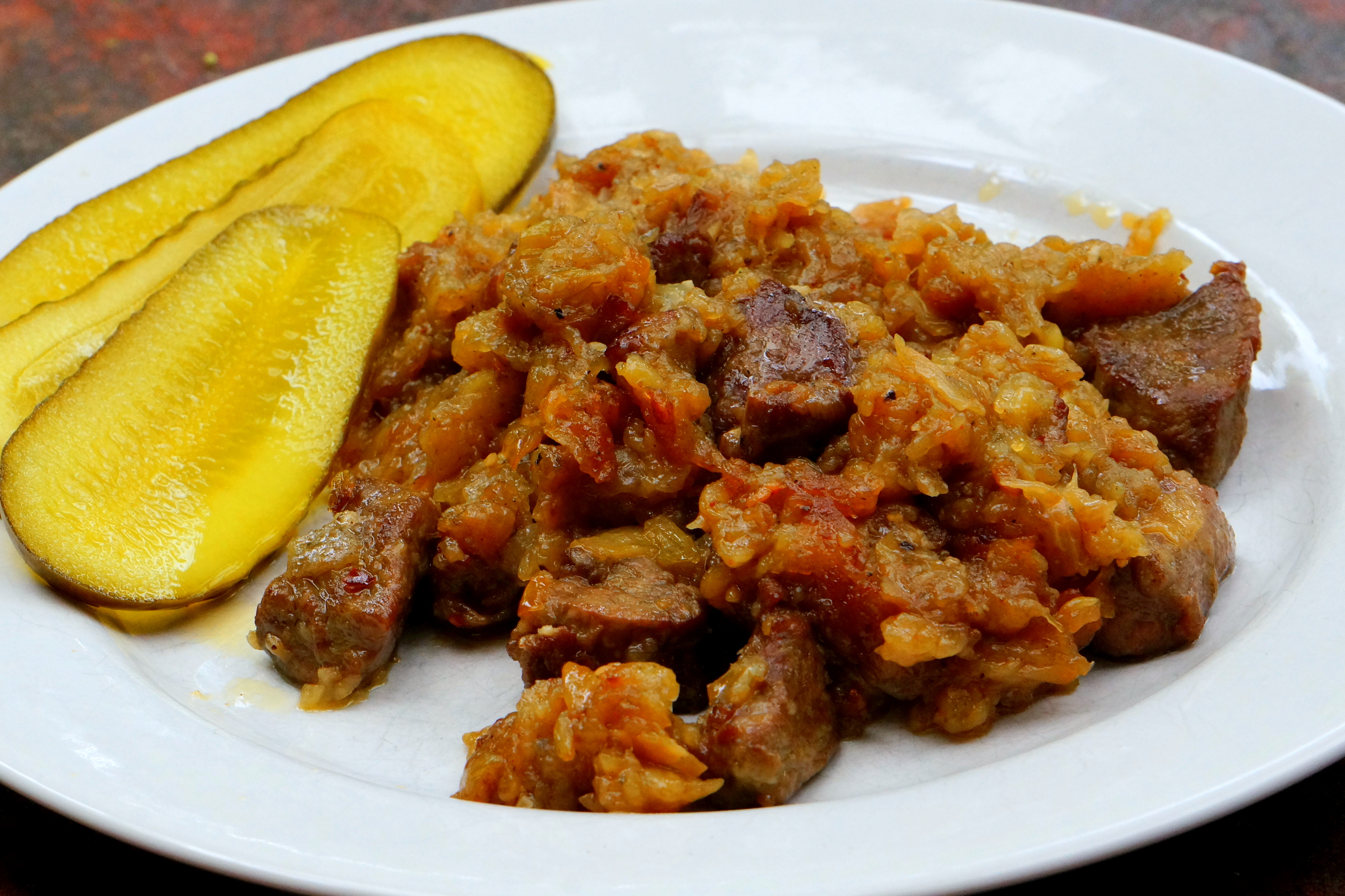
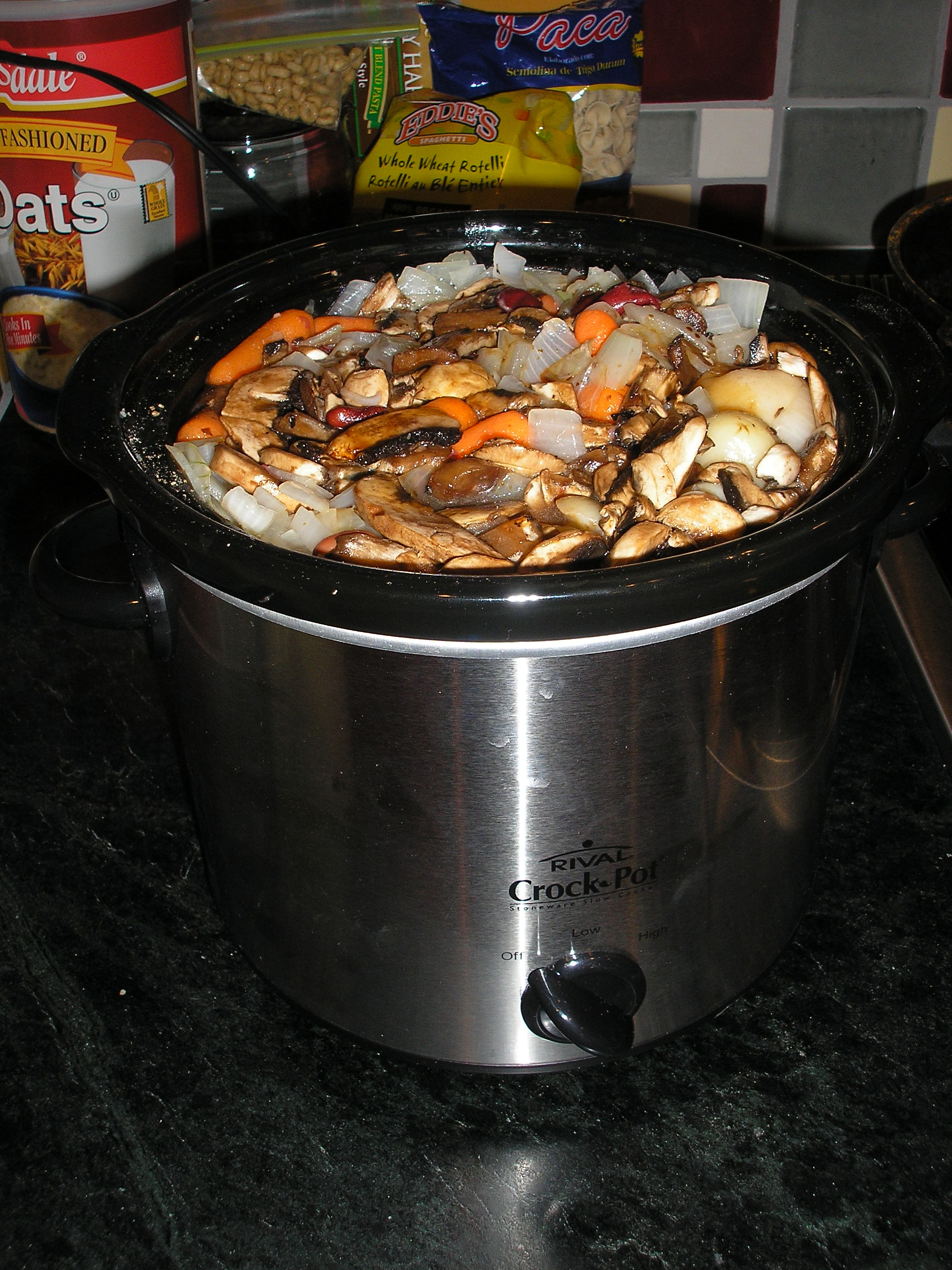
Овочевий човлент в тиховарці
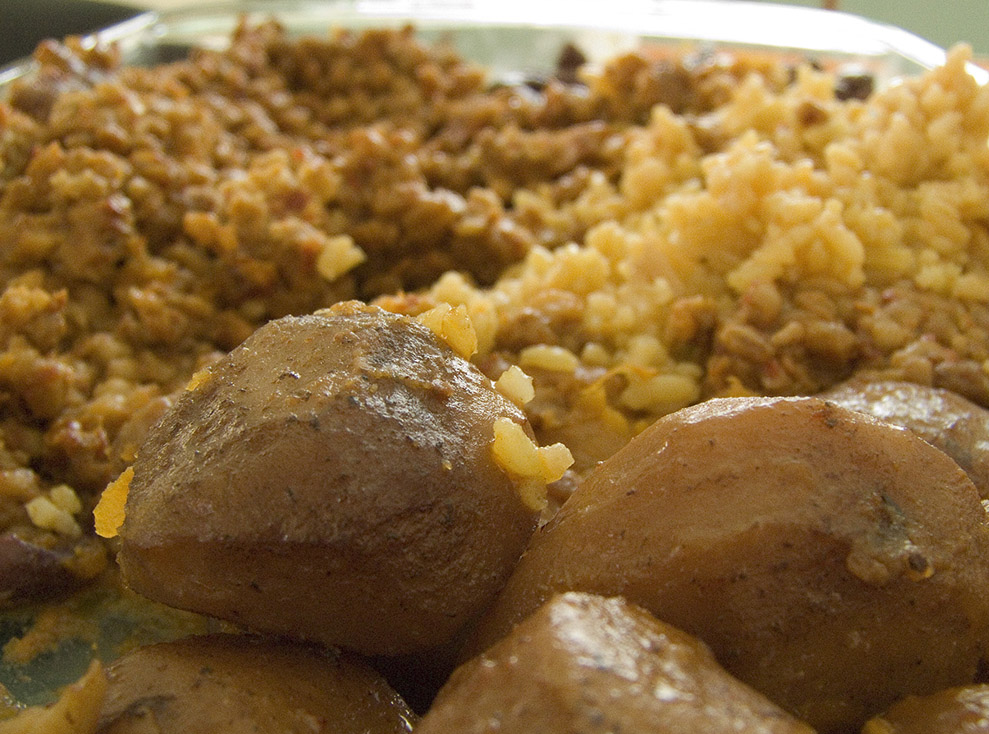
Хамін